# III. třída okresu Trutnov 2004/2005
V utkáních III. třídy okresu Trutnov 2004/2005, jedné ze skupin 9. nejvyšší fotbalové soutěže v Česku, se utkalo 14 týmů dvoukolovým systémem podzim – jaro. Tento ročník začal v srpnu 2004 a skončil v červnu 2005. Postup do II. třídy okresu Trutnov 2005/2006 si zajistily první dva  týmy TJ Baník Rtyně v Podkrkonoší a SK Janské Lázně. Sestoupil poslední tým TJ Jiskra Borovnice a také tým FK Volanov „B“, který se další ročníku nepřihlásil.

## Konečná tabulka III. třídy okresu Trutnov 2004/2005
| Poř. | Tým                            | Z  | V  | R | P  | VG | OG | B  |
| ---- | ------------------------------ | -- | -- | - | -- | -- | -- | -- |
| 1.   | TJ Baník Rtyně v Podkrkonoší   | 26 | 16 | 5 | 5  | 88 | 53 | 55 |
| 2.   | SK Janské Lázně                | 26 | 15 | 5 | 6  | 84 | 39 | 50 |
| 3.   | Sokol Vítězná                  | 26 | 14 | 5 | 7  | 64 | 43 | 47 |
| 4.   | FC Vrchlabí „B“                | 26 | 12 | 3 | 11 | 53 | 40 | 39 |
| 5.   | TJ Jiskra Bohuslavice nad Úpou | 26 | 11 | 5 | 10 | 54 | 54 | 38 |
| 6.   | FK HAVEX Strážné               | 26 | 10 | 7 | 9  | 50 | 44 | 37 |
| 7.   | FC Mladé Buky „B“              | 26 | 14 | 4 | 11 | 56 | 52 | 37 |
| 8.   | TJ Sokol Dolní Branná          | 26 | 10 | 6 | 10 | 46 | 52 | 36 |
| 9.   | SK MFC Svoboda nad Úpou (S)    | 26 | 11 | 3 | 12 | 56 | 53 | 36 |
| 10.  | TJ Baník Žacléř „B“            | 26 | 10 | 5 | 11 | 64 | 53 | 35 |
| 11.  | FK Dolní Kalná „B“ (N)         | 26 | 11 | 2 | 13 | 62 | 75 | 35 |
| 12.  | FK Volanov „B“                 | 26 | 11 | 1 | 14 | 56 | 72 | 34 |
| 13.  | TJ Sokol Prosečné (N)          | 26 | 7  | 0 | 19 | 41 | 98 | 21 |
| 14.  | TJ Jiskra Borovnice            | 26 | 5  | 3 | 18 | 41 | 94 | 18 |

Poznámky:
- Z = Odehrané zápasy; V = Vítězství; R = Remízy; P = Prohry; VG = Vstřelené góly; OG = Obdržené góly; B = Body; (S) = Mužstvo sestoupivší z vyšší soutěže; (N) = Mužstvo postoupivší z nižší soutěže (nováček)

|  | Postup do II. třídy okresu Trutnov 2005/2006 |
|  | Sestup do IV. třídy okresu Trutnov 2005/2006 |